# Phelister parallelisternus
Phelister parallelisternus är en skalbaggsart som beskrevs av Schmidt 1893. Phelister parallelisternus ingår i släktet Phelister och familjen stumpbaggar. Inga underarter finns listade i Catalogue of Life.